# 韦布尔河畔米拉
韦布尔河畔米拉（法語：Murat-sur-Vèbre，法語發音：[myʁa syʁ vɛbʁ]）是法国奧克西塔尼大區塔恩省的一个市镇，属于卡斯特尔区。

## 地理
韦布尔河畔米拉（43°41'7"N, 2°51'14"E）面积93.87 平方千米，位于法国奧克西塔尼大區塔恩省，该省份为法国南部内陆省份，北起顺时针与阿韦龙省、埃罗省、奥德省、上加龙省和塔恩-加龙省接壤。
与韦布尔河畔米拉接壤的市镇（或旧市镇、城区）包括：杜尔杜河畔阿尔纳克、布吕斯克、珀和库富勒、纳日、康邦和萨尔韦格、阿古河畔弗赖斯、上卡斯塔内、穆兰马日、米拉松、巴尔、拉科讷。

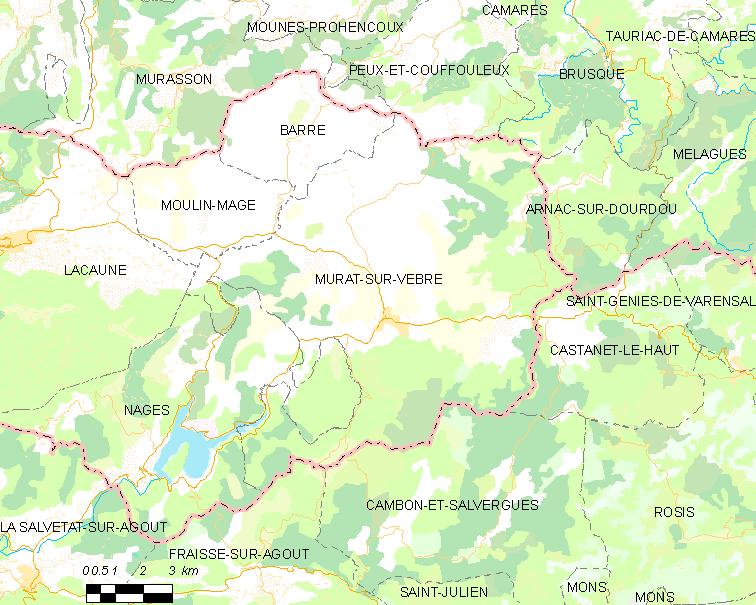
韦布尔河畔米拉的OSM定位图

韦布尔河畔米拉的时区为UTC+01:00、UTC+02:00（夏令时）。

## 行政
韦布尔河畔米拉的邮政编码为81320，INSEE市镇编码为81192。

## 政治
韦布尔河畔米拉所属的省级选区为奥克高地县。

## 人口

1962-2008年间韦布尔河畔米拉人口变化图示

韦布尔河畔米拉于2022年1月1日时的人口数量为851人。